# Lego Star Wars

Lego Star Wars Logo.

## Juguetes
La franquicia de Lego ha creado varios sets del tema de Star Wars, aunque a lo largo de los años ha hecho más sets los más viejos se han retirado de las tiendas y son muy difíciles de encontrar.

### Sets de Lego
Star Wars fue la primera propiedad intelectual en obtener licencia en la historia de Lego Group. Los primeros sets basados en la trilogía original se lanzaron en 1999, coincidiendo con el lanzamiento de La amenaza fantasma. La primera ola de sets de Lego Star Wars incluyó el modelo 7140, un caza X-wing. Seguirían los sets basados en la trilogía precuela (Episodios I a III) de Star Wars, comenzando con el Episodio I - La Amenaza Fantasma. A medida que cada nueva película de la trilogía de la precuela se acercaba a su fecha de lanzamiento, Lego emitió nuevos modelos de barcos y escenas en esas películas, así como sets adicionales de la trilogía original. Lego también produjo modelos basados en la guerra de los clones, que se lanzó a principios de 2008. También se han creado sets basados en Star Wars Rebels, El despertar de la Fuerza, Battlefront, Rogue One, Solo, Los últimos Jedi, Star Wars Resistance, The Mandalorian y el Ascenso de Skywalker.
El último set de la serie Ultimate Collector es el Destructor imperial, lanzado en 2019. El 5 de junio de 2015, una caja sin abrir del antiguo set #Millennium Falcon Lego 2007 fue subastado en la casa de subastas en línea Catawiki por 5,000 euros (US $ 5556.5 en ese momento), lo que lo convierte en el set LEGO más caro de la historia.

## Videojuegos
Travellers Tales creó varios videojuegos con el tema de Lego Star Wars, los cuales son: 
- Lego Star Wars: The Video Game
- Lego Star Wars II: The Original Trilogy
- Lego Star Wars: The Complete Saga
- Lego Star Wars III: The Clone Wars
- Lego Star Wars: The Force Awakens
- Lego Star Wars: The Skywalker Saga

## Películas y televisión

### Cortos
- Lego Star Wars: Revenge of the Brick
- Lego Star Wars: The Quest for R2-D2
- Lego Star Wars: Bombad Bounty

### Especiales de televisión
- Lego Star Wars: The Padawan Menace
- Lego Star Wars: The Empire Strikes Out
- The Lego Star Wars Holiday Special
- Lego Star Wars: Terrifying Tales

### Series de televisión
- Lego Star Wars: The Yoda Chronicles
- Lego Star Wars: Droid Tales
- Lego Star Wars: The Resistance Rises
- Lego Star Wars: The Freemaker Adventures
- Lego Star Wars: All-Stars

## Datos adicionales
La construcción y exposición más grande de "Clone Troopers" de Lego Star Wars consistió en 35, 210 minifiguras individuales y fue construido por Lego el 27 de junio del 2008.